# Funiculaire de Tbilissi
Le funiculaire de Tbilissi (en géorgien : თბილისის ფუნიკულიორი) est un funiculaire qui relie la ville de Tbilissi au Panthéon de Mtatsminda, en Géorgie.

## Histoire
Construit à partir de 1903, il est achevé et en service depuis 1905.
Il a été rénové en 1936-1938, 1968-1969 et 2000-2003 (avec Badri Patarkatsichvili comme sponsor).
Il a subi un accident, en 2000.
Les ingénieurs concernés sont Aleksander Szimkewicz, A. Blanch.

## Caractéristiques
Pour l'instant, la ligne unique (503 mètres) relie pour 2 laris Tbilissi au Panthéon de Mtatsminda, et donc à la tour de la télévision.

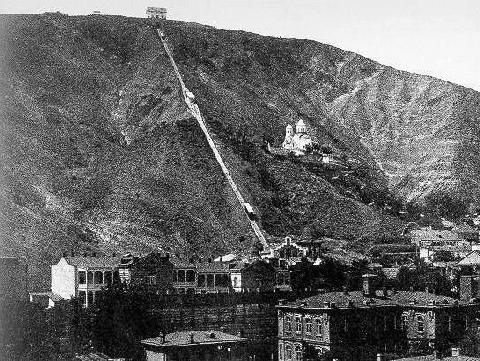
Funiculaire de Tiflis en 1905.
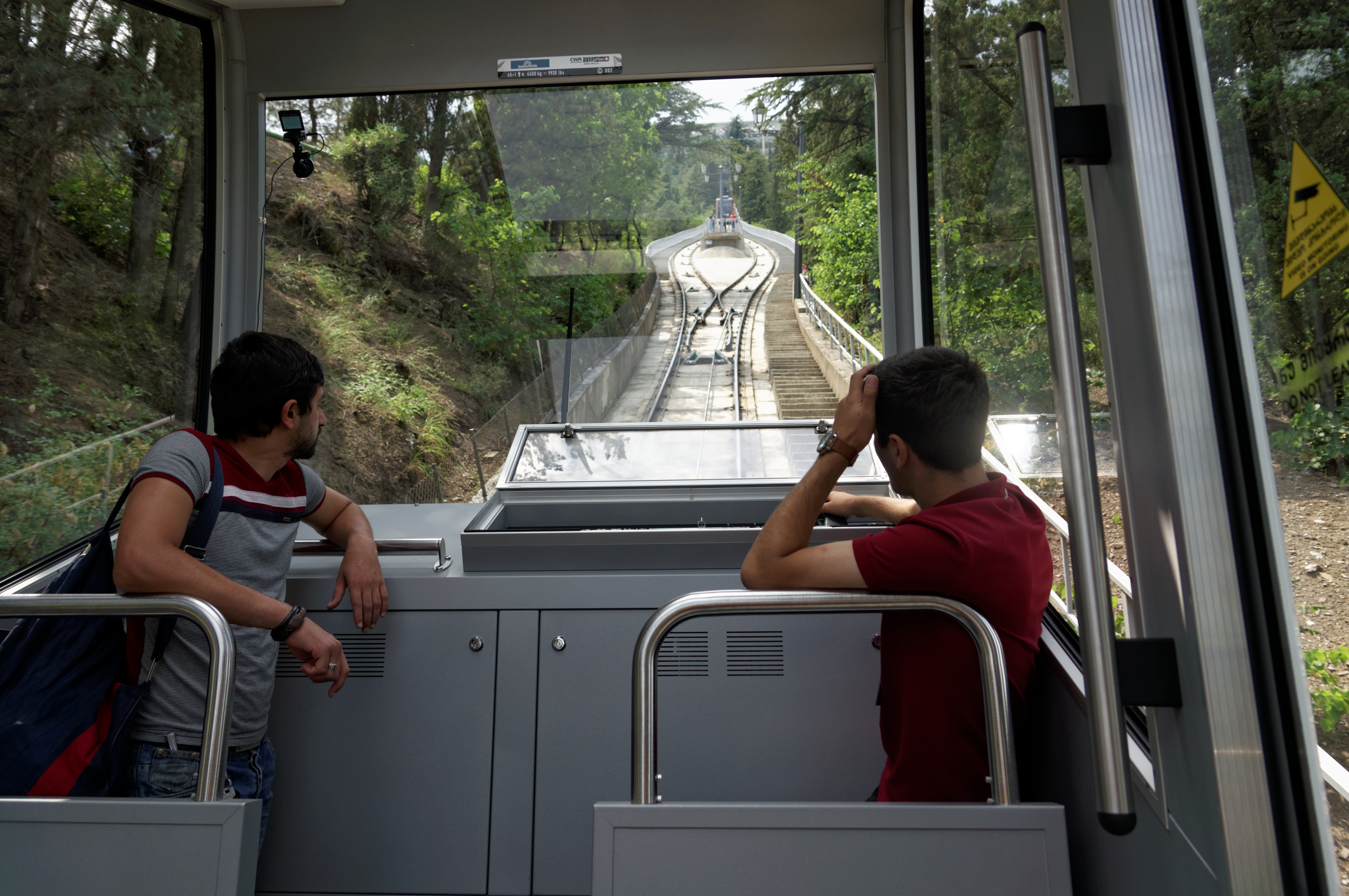
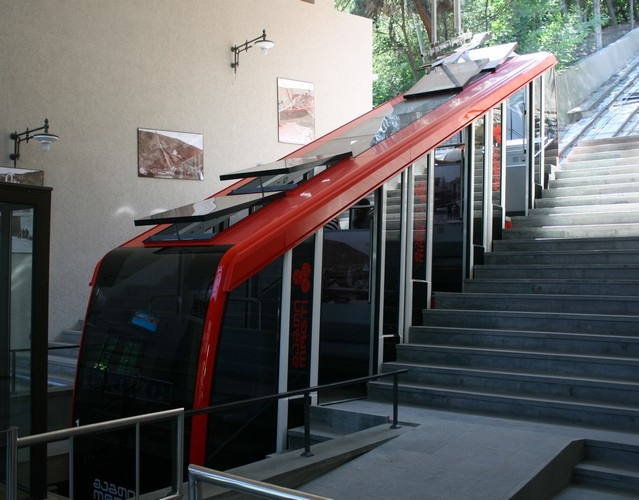
Le funiculaire arrivant dans la station desservant la ville.
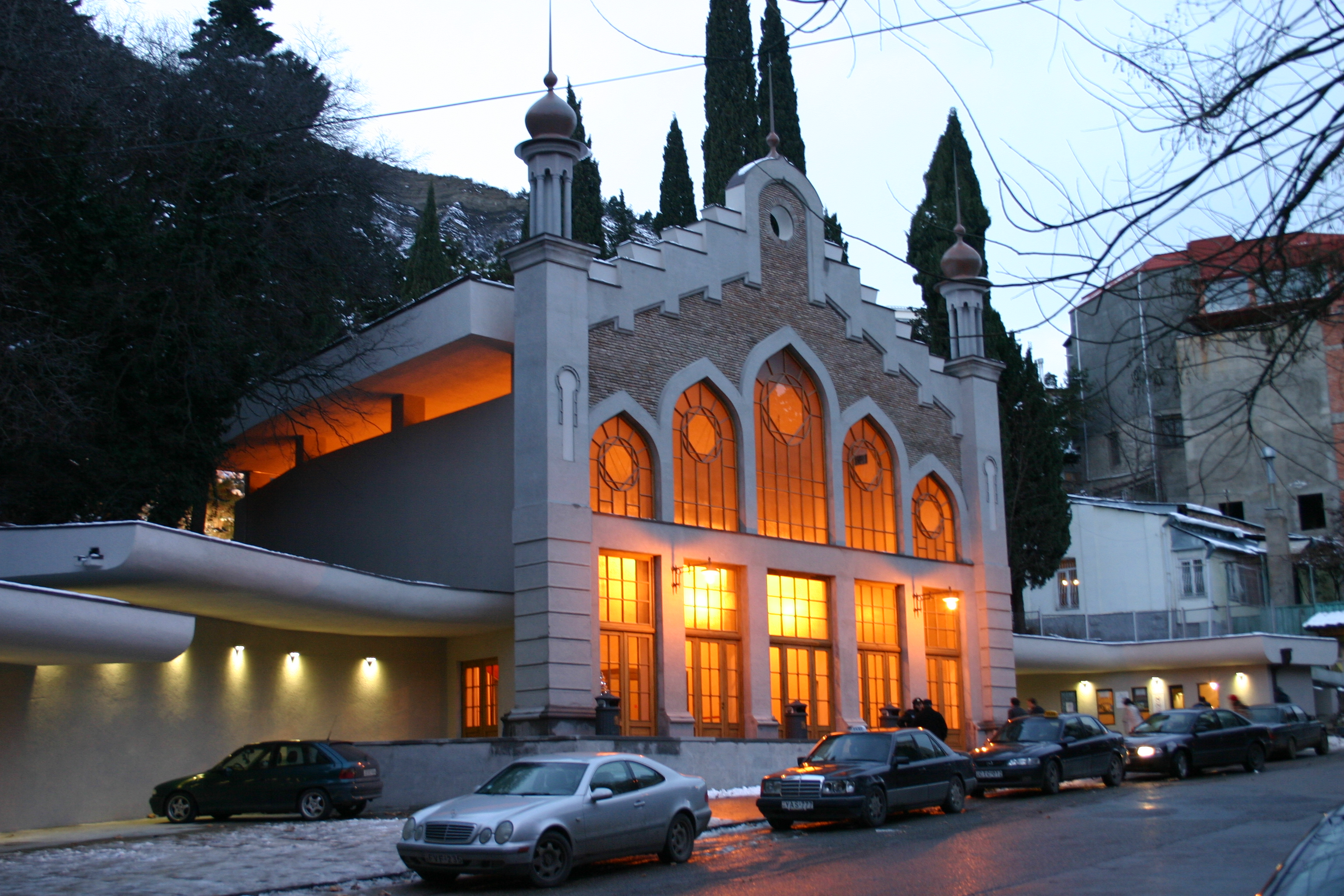
Gare de départ du funiculaire.